# トランスwa
トランスwa「ダブリュエー」（英語:Transwa)はオーストラリア・西オーストラリア州交通局が管理する都市間公共交通機関の愛称。パースを中心に、西オーストラリア州南部の主要都市を鉄道とバスにより結んでいる。トランスwaの名称は2003年になって使われるようになった。

## 業務

### 鉄道

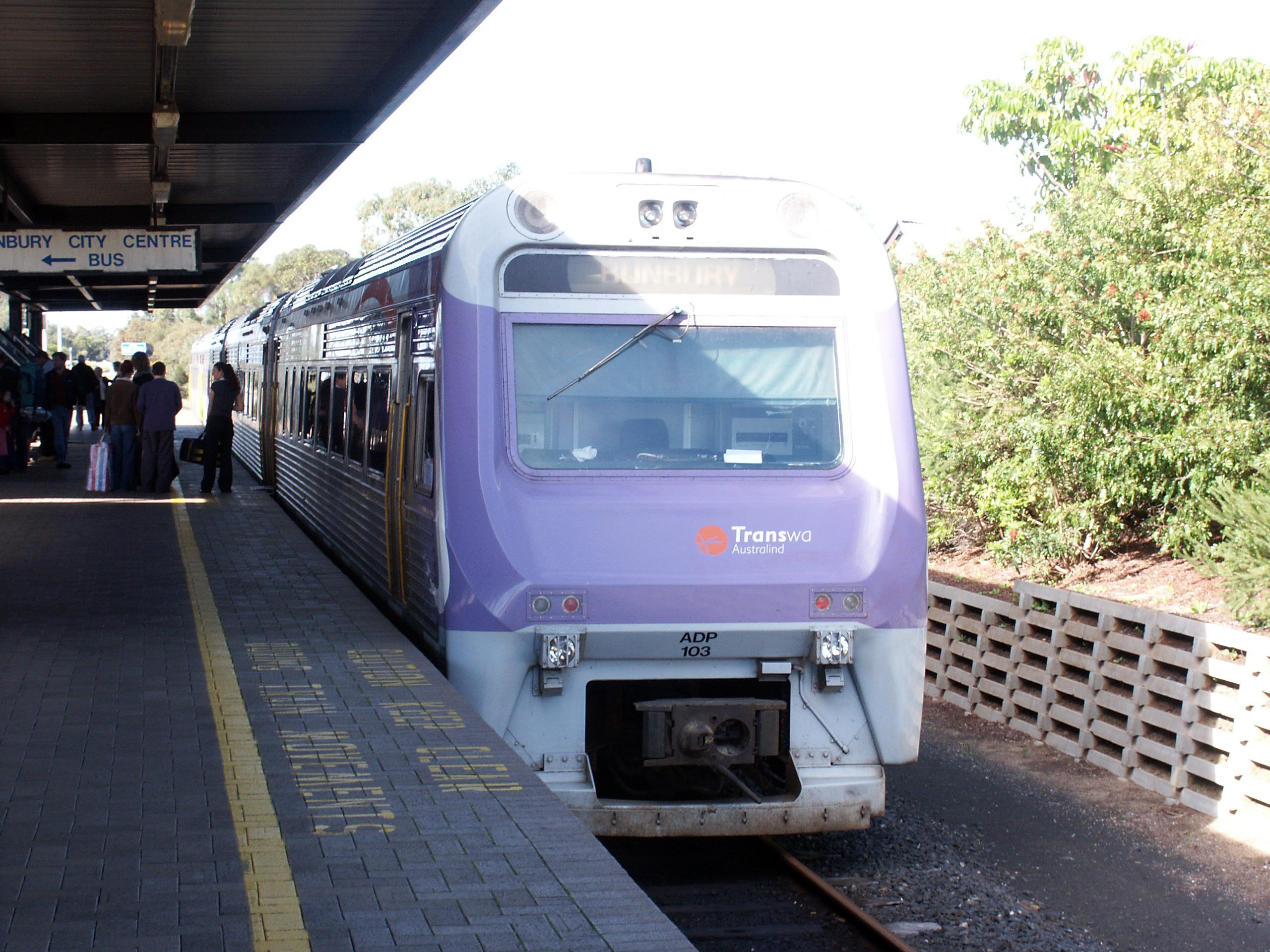
バンバリー駅に停車中のオーストラリンド

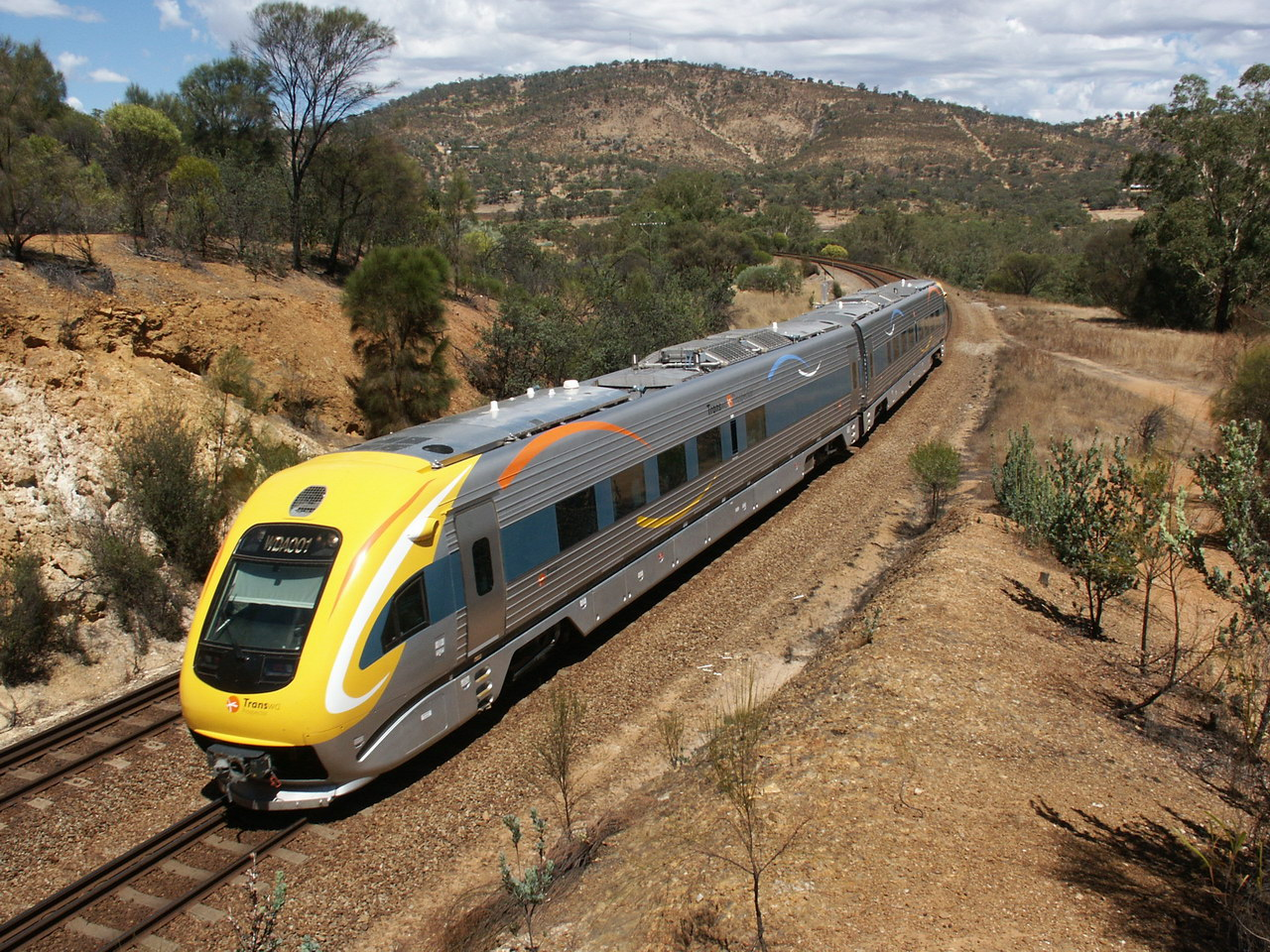
トゥーディイー近郊を走行中のプロスペクター

州内には狭軌（1067mm）と標準軌（1435mm）の路線があるため、パースの発着駅は3つの駅に分散している。

#### オーストラリンド
パース(セントラル駅) - バンバリーを運行。1947年より同区間を運行しており、当時は蒸気機関車牽引の列車であった。現在運転されている車両は1987年より2度の塗装変更を経て使用されている。現在の塗装は2007年よりのもの。所要約2時間半。毎日2本運行。

#### プロスペクター
パース(イーストパース駅) - カルグーリー間を運行。1971年より同区間を運行しており、2004年から現行車両が使用されている。最高時速160kmで走り、所要約6時間45分。毎日1本運行。

#### エイヴォンリンク
パース(ミッドランド駅) - ノーサム間を運行。列車名はノーサム周辺がエイヴォンバレーと呼ばれていることにちなむ。1995年より運行しており、西オーストラリア州では47年ぶりの新設列車であった。2005年より現行車両が使用されている。所要1時間20分。毎日1本運行（平日のみ）。

#### メレディンリンク
パース(イーストパース駅) - メレディンを運行。2004年より運行しており、エイヴォンリンクと同じ編成が使用される。所要約3時間15分。月曜日・水曜日・金曜日のみの運行。

### バス

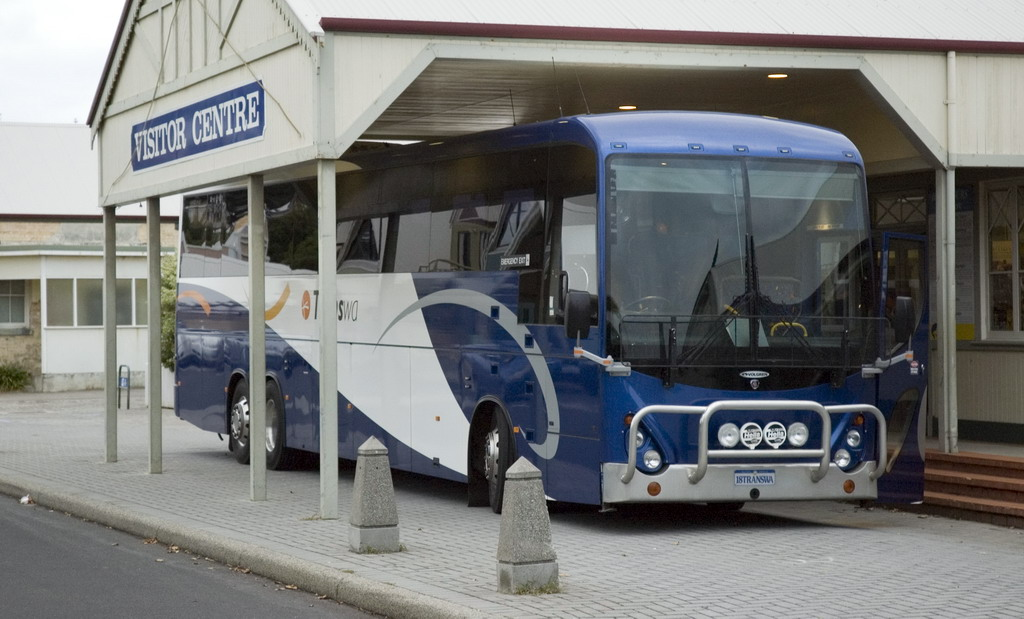
アルバニービジターセンターに停車中のトランスwaバス

2003年6月、トランスwaは21台の新型車両を投入した。
- GE1, GE2 : パース - エスペランス
- GE3 : カルグーリー - エスペランス
- GE4 : アルバニー - カルグーリー
- GS1, GS2, GS3 : パース - アルバニー
- N1, N2, N3 : パース - ジェラルトン/カルバリ(N1のみ)
- N4 : ジェラルトン - ミーカサラ
- N5 : パース - ムキンブディン
- SW1 : パース - オーガスタ/ペンバートン
- SW2 : パース - ペンバートン
- SW3 : パース - ボイヤップブルック